# شارل موراس
شارل ماري فوتيوس موراس (بالفرنسية: Charles-Marie-Photius Maurras؛ 20 أبريل 1868-16 نوفمبر 1952 ) مؤلفًا، وسياسيًا، وشاعرًا، وناقدًا فرنسيًا. كان أحد منظمي الحركة الفرنسية وفيلسوفًا من فلاسفتها الرئيسيين، وهي حركة سياسية تدافع عن الملكيّانية، وتناهض النظام البرلماني، وتؤمن بالثورة المضادة. كان لأفكار موراس تأثيرًا كبيرًا على الكاثوليكية القومية، «والقومية الجوهرية» (nationalisme integral). أفصح موراس عن مبدأ أساسي من مبادئ القومية الجوهرية بقوله إن «القومي الحقيقي هو الذي يضع بلده فوق كل شيء». ونظرًا لكونه منظرًا سياسيًا ونفوذًا فكريًا كبيرًا في أوائل القرن العشرين في أوروبا، فكان لآرائه تأثيرًا على العديد من الإيديولوجيات اليمينية المتطرفة؛ فضلًا عن إنذارها ببعض أفكار الفاشية.

## سيرته

### قبل الحرب العالمية الأولى
ولد موراس في عائلة بروفنسية، وترعرع على يد أمه وجدته في بيئةٍ كاثوليكية ملكيّانية. أصيب بالصمم في بداية مراهقته. وعلى غرار العديد من السياسيين الفرنسيين، تأثر إلى درجة كبيرة بهزيمة فرنسا في الحرب الفرنسية البروسية لعام 1870. وبعد قيام كومونة باريس عام 1817 وهزيمة حكومة مورل أوردر بقيادة المارشال مكماهون، توصل المجتمع الفرنسي خطوةً بخطوة إلى إجماعٍ على إقامة جمهورية، يرمز لها حشد الأوريانات الملكيّانية في الجمهورية. نشر موراس مقالته الأولى، في عمر 17، في مجلة أناليس دي فيلوسوفي كريتين ((Annales de philosophie chrétienne. تعاون بعدها في إنشاء مختلف المجلات، منها مجلة ليفينمو، ولا غوفيو بلو (La Revue bleue)، ولاغيزيت دي فخونس ولاغوفيو أونسيكلوبيديك، حيث أشاد بالكلاسيكية وهاجم الرومانسية.
في مرحلةٍ ما من شبابه، فقد موراس إيمانه بالكاثوليكية وأصبح من الذين يؤمنون باللاأدرية. وفي عام 1887، عندما كان في عمر السابعة عشر، جاء إلى باريس وبدأ بكتابة النقد الأدبي في صحيفة أوبزافيتوغ الكاثوليكية والأورليانية. في ذلك الوقت، تأثر موراس بالأورليانية، إضافةً إلى الفلسفة الألمانية التي استعرضها كلًا من المفكر الكاثوليكي ليون أولي لابخون، أحد المتأثرين بهنري برجسون، والفيلسوف ماوريس بلوندل، أحد ملهمي «الحداثيين» المسيحيين، الذي أصبح لاحقًا أكبر خصومه. تعرّف على الشاعر البروفنسالي فردريك ميسترال في عام 1888 وشارك في الفرضية الفيدرالية لحركة فليبريج التابعة لميسترال (انظر موراس وفليبريج). التقى  بنفس السنة بالكاتب القومي ماوريس باريس.
في عام 1890، لبّى موراس نداء الكاردينال لافيجري بتجمع الكاثوليك من أجل الجمهورية، وهكذا فهو لم يعارض الجمهورية بحد ذاتها، بل «الجمهوريانية الطائفية».
إلى جانب انتمائه الأورلياني هذا، تحلى موراس ببعض السمات المشتركة مع البونابرتية. ففي عام 1887، تظاهر بالتضامن مع هتافات «فاليسقط اللصوص!» أثناء فضيحة تهريب الأوسمة العسكرية، التي تورط فيها دانيل ويلسون، صهر الرئيس جول كريفي. ومع ذلك، فقد عارض الفلسفة البولنجية والشعبية القومية. ولكن في عام 1889، بعد زيارته ماوريس باريس، صوت باريس لصالح المرشح البولنجي؛ على الرغم من «من معاداة قلبه للسامية» («anti-sémitisme de coeur»)، إلا أنه قرر التصويت لصالح يهودي. 
خلال الفترة 1894-1895 عمل موراس لفترةٍ وجيزة في صحيفة لا كوكاردي (عقدة شريط القبعة)، على الرغم من معارضته في بعض الأحيان آراء باريس بشأن الثورة الفرنسية. كانت مجلة لا كوكاردي تدعم الجنرال بولنجر، الذي أصبح يشكل تهديدًا على الجمهورية البرلمانية في أواخر ثمانينيات القرن التاسع عشر.
في رحلةٍ إلى أثينا أثناء انعقاد الألعاب الأولمبية الحديثة الأولى عام 1896، انتقد موراس النظام اليوناني الديمقراطي، الذي كان في رأيه محكومًا بالفشل بسبب الانقسامات الداخلية والانفتاح تجاه الأجانب (métèques).

## روابط خارجية
- شارل موراس على موقع الموسوعة البريطانية (الإنجليزية)
- شارل موراس على موقع مونزينجر (الألمانية)